# Бањо (Ен)
Бањо (фр. Bagneux) насеље је и општина у североисточној Француској у региону Пикардија, у департману Ен (Пикардија) која припада префектури Соасон.
По подацима из 2011. године у општини је живело 72 становника, а густина насељености је износила 32,58 становника/km². Општина се простире на површини од 2,21 km². Налази се на средњој надморској висини од 88 метара (максималној 149 m, а минималној 72 m).

## Демографија
| 1962. | 1968. | 1975. | 1982. | 1990. | 1999. | 2011. |
| ----- | ----- | ----- | ----- | ----- | ----- | ----- |
| 43    | 52    | 58    | 68    | 61    | 62    | 72    |

График промене броја становника у току последњих година